# Marco Vannini (schermidore)
Marco Vannini (Livorno, 18 novembre 1976) è un maestro di scherma ed ex schermidore italiano, specializzato nel fioretto.
È responsabile della gestione tecnica della Sezione Giovanile delle Fiamme Oro scherma Livorno. Collabora con l'Accademia della Scherma Livorno.

## Biografia
Dopo un trascorso agonistico giovanile di buon livello sia in ambito nazionale che internazionale, l'8 marzo 1996 viene arruolato dalla Polizia di Stato ed assegnato al Gruppo Sportivo Fiamme Oro, reparto speciale dell'Amministrazione riservato agli atleti di alto livello.
Dall'inizio del sodalizio col grande Maestro Antonio Di Ciolo come atleta ha lavorato quotidianamente con grande impegno ottenendo subito grandi progressi tecnici, fisici e psicologici, che lo hanno portato a diventare uno dei migliori elementi della squadra nazionale di fioretto maschile negli anni dal 2002 al 2007.
Nell'arco della stessa stagione dell'addio alle competizioni (2006-2007) inizia la sua collaborazione tecnica con la società del Circolo Scherma Fides di Livorno fino a conseguire nel gennaio 2009 il Diploma di Maestro di Scherma alle tre armi presso l'Accademia nazionale di scherma a Napoli.
Attualmente è il Responsabile della Gestione Tecnica della Sezione Giovanile delle Fiamme Oro scherma Livorno e collabora con l'Accademia della Scherma Livorno.

## Palmarès

### Risultati élite
In carriera ha ottenuto i seguenti risultati:
Giochi del Mediterraneo
Individuale
- Oro nel fioretto ad Almería 2005

Campionati italiani
Individuale
- Bronzo nel fioretto a Conegliano Veneto 2002

A squadre
- Oro nel fioretto a Conegliano Veneto 2002
- Argento nel fioretto a Roma 2003
- Argento nel fioretto a Padova 2004
- Argento nel fioretto a Udine 2005
- Argento nel fioretto a Torino 2006
- Argento nel fioretto a Napoli 2007
- Bronzo nel fioretto a Tivoli 2009